# Webuye
Webuye – miasto w Kenii, w hrabstwie Bungoma. W 2019 liczyło 42,6 tys. mieszkańców.